# Alison Stenning
Alison Stenning est professeure de géographie sociale et économique à l'université de Newcastle 

## Biographie
Elle obtient une licence en géographie à l'université de Birmingham en 1993 et une maîtrise en économie politique internationale à l'université de Newcastle en 1994. Elle soutient son doctorat en géographie à l'université de Birmingham en 1998. Ses travaux sont publiés dans les European Urban and Regional Studies, dans Antipode, dans Work, Employment and Society et dans Transactions of the Institute of British Geographers .
Elle est chargée de cours au Centre d'études sur le développement urbain et régional à l'École de géographie, de politique et de sociologie, ainsi qu'à l'École de géographie, des sciences de la Terre et de l'environnement de l'université de Birmingham (1996–2003), où elle est également membre associée au Centre d'études russes et est-européennes. Stenning est une géographe sociale avec un intérêt particulier pour la communauté régionale et l'économie des pays (aujourd'hui disparus) du Bloc de l'Est autrefois contrôlés par l'Union soviétique . Stenning a beaucoup écrit sur l'économie politique post-communiste des pôles industriels polonais tels que Nowa Huta ,,.
Elle est la lauréate 2006 du Gill Memorial Award de la Royal Geographical Society pour ses contributions à la géographie de l'Europe de l'Est .